# NGC 1505
NGC 1505 è una lontana galassia lenticolare situata nella costellazione dell'Eridano, a una distanza di circa 465 milioni di anni luce dalla nostra Via Lattea.

## Scoperta
La galassia è stata scoperta il 31 dicembre 1885 dall'astronomo statunitense Ormond Stone.